# Gall (Name)
Gall ist ein deutscher Vor- und Familienname.

## Namensträger

### Vorname
- Gall (Häuptling) (um 1840–1894), Kriegshäuptling der nordamerikanischen Hunkpapa-Lakotas
- Gall Fischer († 1530), Anhänger der Täuferbewegung und Chiliast
- Gall Heer (1897–1981), Schweizer Benediktiner und Historiker

### Familienname
- Adam Seyfrid Gall zu Gallenstein (1594–1669), Adliger und Gesandter
- Alfred Gall (* 1971), Schweizer Literaturwissenschaftler und Slawist
- August von Gall (Offizier) (1800–1874), deutscher Offizier und Kammerherr
- August von Gall (1872–1946), deutscher evangelischer Theologe und Hochschullehrer
- Berthold Gall (* 1947), deutscher Politiker (CDU) und Landrat
- Carl von Gall (1773–1861), deutscher Geheimer Rat und Landjägermeister
- Chris Gall (* 1975), deutscher Jazzmusiker
- David Gall (1956–2014), deutscher Onlinemagazin-Gründer und -Herausgeber
- Dietrich Gall (1940–2017), deutscher Ingenieurwissenschaftler
- Dorothee Gall (1953–2023), deutsche Altphilologin
- Ellie Gall (* 1996), australische Schauspielerin
- Ernst Gall (1888–1958), deutscher Kunsthistoriker
- Felix Gall (* 1998), österreichischer Radrennfahrer
- Ferdinand von Gall (1809–1872), deutscher Theaterintendant und Reiseschriftsteller
- France Gall (1947–2018), französische Sängerin
- Franz Gall (Generalleutnant) (1884–1944), deutscher Generalleutnant
- Franz Gall (Rennfahrer), österreichischer Motorradrennfahrer
- Franz Gall (Historiker) (1926–1982), österreichischer Archivar und Hochschullehrer
- Franz Joseph Gall (1758–1828), deutscher Arzt, Anatom und Phrenologe
- Franz Paul Gall (1926–2018), deutscher Chirurg und Hochschullehrer
- Friedrich von Gall (1770–1839), oldenburgischer Hofmarschall
- Friedrich Gall (* 1957), österreichischer Bildhauer
- Geena Gall (* 1987), US-amerikanische Leichtathletin
- Gisela Gall (* 1940), deutsche Mundartdichterin
- Gottfried von Gall (1723–1783), mainzischer Hofrat
- Günter Gall (Museumsleiter) (1924–2008), deutscher Museumsleiter
- Günter Gall (Künstler) (* 1947), deutscher Musiker, Sänger und Komödiant
- Günter Gall (Fußballspieler) (* 1956), deutscher Fußballspieler
- Hans Jakob Gall (* 1935), deutscher Unternehmer und Heimatforscher
- Hans Michael Gall (1741–1805), deutscher Mediziner und Hochschullehrer
- Heinrich Gall (1899–1935), deutscher Chemiker
- Horst Gall (1938–1980), deutscher Paläontologe
- Hubertus von Gall (1935–2018), deutscher Archäologe
- Jan Gall (1856–1912), polnischer Komponist, Chorleiter und Musikpädagoge
- Jean-Claude Gall (* 1936), französischer Paläontologe
- Jessica Gall (* 1980), deutsche Jazzsängerin
- Johann Gall (1856–1912), polnischer Komponist, Chorleiter und Musikpädagoge, siehe Jan Gall
- Josef Gall (1820–1898), österreichischer Journalist
- Joseph Anton Gall (1748–1807), deutscher katholischer Geistlicher, Bischof von Linz
- Joseph G. Gall (1928–2024), US-amerikanischer Zoologe und Zellbiologe
- Karl von Gall (1847–1926), preußischer General der Infanterie
- Karl Gall (Rennfahrer) (1903–1939), österreichischer Motorradrennfahrer
- Karl Gall (Fußballspieler) (1905–1943), österreichischer Fußballspieler
- Leonhard Gall (1884–1952), deutscher Architekt
- Lidija Nikolajewna Gall (1934–2023), russische Physikerin und Hochschullehrerin
- Lothar Gall (1936–2024), deutscher Historiker und Biograf
- Louise von Gall (1815–1855), deutsche Schriftstellerin
- Ludwig von Gall (1769–1815), deutscher Kammerherr und Generalmajor
- Ludwig Gall (Musiker) (1769–1845), österreichischer Beamter, Pianist und Schüler von Wolfgang Amadeus Mozart
- Ludwig Gall (1791–1863), deutscher Erfinder
- Matthias Gall (* 1975), deutscher Schauspieler
- Peter Gall (* 1983), deutscher Jazzmusiker
- Reinhold Gall (* 1956), deutscher Politiker (SPD)
- Robert Gall (Maler) (1904–1974), französischer Maler
- Robert Gall (Songwriter) (1918–1990), französischer Sänger und Songwriter
- Robert Gall (Geistlicher) (1922–2001), Schweizer katholischer Geistlicher, Theologe und Autor
- Roland Gall (1936–2008), deutscher Regisseur
- Romain Gall (* 1995), US-amerikanisch-französischer Fußballspieler
- Rudolf Gall (Klarinettist) (1907–1962), deutscher Klarinettist
- Rudolf Gall (Politiker), Abgeordneter zum österreichischen Abgeordnetenhaus
- Rudolf Gall (Klarinettist) (1907–1962), deutscher Klarinettist
- Rudolf Gall (Politiker), Abgeordneter zum österreichischen Abgeordnetenhaus
- Shenel Gall (* 1991),  Fußballspielerin von den Cayman Islands
- Sidonia Gall (* 1946), österreichische Autorin
- Stanisław Gall (1865–1942), polnischer Bischof
- Wilhelm von Gall (1734–1799), fürstlich-wittgensteinischer Hofmarschall
- Wilhelm Gall (1860–1931), Staatsrat, Schulreformer im Freistaat Danzig
- Willi Gall (1908–1941), deutscher Kommunist und Widerstandskämpfer
- Wladimir Samoilowitsch Gall (1919–2011), sowjetischer Kulturoffizier und Hochschullehrer
- Wolfgang M. Gall (* 1958), deutscher Museumsleiter, Archivar und Historiker